# Seth MacFarlane
Seth Woodbury MacFarlane (Kent, Connecticut, 26 de octubre de 1973) es un actor, animador, guionista, productor, director, comediante, actor de voz y cantante estadounidense conocido por ser el creador de las sitcoms animadas Padre de familia, American Dad! y The Cleveland Show, donde presta su voz en cada una de las series, y por su película Ted, estrenada en 2012. Actualmente tiene su propia productora, Fuzzy Door Productions.
Como actor, ha hecho apariciones en programas como Las chicas Gilmore y La Guerra en Casa. Su pasión por la ciencia ficción y la fantasía le ha llevado a realizar cameos como artista invitado en Star Trek: Enterprise e interpretar a Johann Kraus en la película Hellboy II: The Golden Army de Guillermo del Toro al igual que en los créditos de apertura de Futurama: Into the Wild Green Yonder donde aparecía cantando. Sus producciones animadas son conocidas por las parodias que se llevan a cabo de las referencias culturales del cine y la televisión. En 2008 creó su propio canal de YouTube llamado Seth MacFarlane's Cavalcade of Cartoon Comedy. Como cantante, es conocido por su notable voz a la hora de actuar en Broadway con sus propios espectáculos. En 2009 hizo una aparición en el Proms de la BBC donde realizó su mejor actuación, allí, MacFarlane cantó durante un momento con la voz de Stewie. 
En ocasiones ha ofrecido charlas en universidades y colegios de Estados Unidos. Un reciente contrato firmado con FOX de 100 millones de dólares ha convertido a MacFarlane en el guionista y productor mejor pagado de toda la historia. Actualmente reside en Beverly Hills, donde adquirió una casa valorada en 13,5 millones de dólares.
En septiembre de 2011 debutó en el mundo de la música con su primer álbum Music Is Better Than Words. El mismo año anunció que realizaría un reboot de Los Picapiedra para 2013, sin embargo la producción va con retraso debido a la apretada agenda de MacFarlane.

## Biografía

### Infancia y juventud
MacFarlane nació el 26 de octubre de 1973 en Kent, Connecticut. Su madre, Ann Perry, (Apellido de soltera: Sager) y su padre, Ronald Milton MacFarlane, son nativos de Newburyport, Massachusetts, ambos de raíces británicas y parcialmente canadienses. Durante su infancia, MacFarlane desarrolló interés por la ilustración y empezó a dibujar personajes animados, entre los que se encontraban Pedro Picapiedra y Pájaro Loco. A los nueve años, dibujó una tira cómica para el The Kent Good Times Dispatch titulado Walter Crouton.
En 1991, recibió el diploma de la Escuela Episcopaliana de Kent. Su maestro, el reverendo Richardson W. Schell, reprochó a MacFarlane su "pobre" estilo del humor, y posteriormente pidió a FOX que no emitieran Padre de familia. Los padres de MacFarlane, maestros del centro donde estudiaba su hijo, dimitieron en señal de protesta.
Más tarde estudiaría animación en la Escuela de Diseño de Rhode Island (RISD por sus siglas en inglés), donde obtuvo el Certificado de Bellas Artes. Como estudiante, quiso trabajar para The Walt Disney Company, pero cambió de opinión tras graduarse. En la RISD presentó como tesis doctoral un cortometraje animado titulado The Life of Larry. Su profesor entregó su creación a los estudios de Hanna-Barbera, donde más tarde sería contratado.

### Vida personal
Él mismo se ha identificado como un ferviente seguidor de La guerra de las galaxias, Star Trek y demás ciencia ficción en general. El 26 de mayo de 2007 apareció en una convención de La guerra de las galaxias para promocionar el episodio Blue Harvest. MacFarlane es conocido por su voz y dotes de pianista, en sus primeros años, recibió clases por parte de una pareja de profesores que dieron lecciones de canto a Frank Sinatra. También ha formado parte de un club de jazz. En noviembre de 2008 y después de denegársele la entrada en el Crown Bar de Los Ángeles, este respondió enviando a los propietarios del local 5.000 dólares en flores para el club.
Respecto a su vida íntima, en una entrevista concedida a The Daily Princetonian, MacFarlane comentó ser soltero, donde se comparó con Brian Griffin: "De vez en cuando me parezco un poco a Brian - siempre buscando la persona idónea - pero cuando salgo, soy como mucho, el tipo de al lado". También ha declarado ser una persona atea.

### 11 de septiembre
La mañana del martes 11 de septiembre de 2001, MacFarlane tenía previsto regresar a Los Ángeles en el vuelo 11 de American Airlines desde Boston. Tras sufrir una resaca después de una noche de celebraciones, y por un error en la hora de salida (8:15 en lugar de 7:45) producido por su agencia de viajes, llegó al aeropuerto Internacional Logan alrededor de las 7:30 siendo incapaz de coger el vuelo ya que el acceso a la aeronave estaba cerrada. 15 minutos después del despegue se confirma que el vuelo 11 ha sido secuestrado, y a las 8:46 estrellado contra la Torre Norte del World Trade Center. Tras el impacto, el avión y el edificio quedaron destruidos.
En una entrevista concedida a TVShowsOnDVD.Com, MacFarlane dijo lo siguiente sobre la suerte que tuvo:

La única razón por la que realmente no me ha afectado tanto como podría haberlo hecho es que yo realmente no supe que estaba en peligro en absoluto hasta que todo hubo terminado, de modo que no pasé por ese momento de pánico. Después del suceso, era algo muy serio de pensar, pero la muerte muy a menudo está a un pelo; cruzas la calle y casi te atropella un auto... En este caso, resultó que estuvo relacionado con algo muy importante. Realmente no puedo permitir que me afecte, ya que soy un escritor de comedias. Tengo que guardarlo en la recámara de la cabeza.

Pese a haber sido una posible víctima del atentado, el 11-S se muestra en Padre de Familia como un chiste de humor negro recurrente, asimismo como las apariciones de Osama bin Laden en la serie, el autor intelectual del ataque.

## Carrera televisiva
En Hanna-Barbera, MacFarlane trabajó como caricaturista y guionista en el bloque de Cartoon Network, Cartoon Cartoons. Entre sus trabajos se encuentran el haber escrito y dirigido varios episodios de Johnny Bravo, Cow and Chicken y El laboratorio de Dexter. MacFarlane también creó y escribió un corto titulado Zoomates para el programa Oh Yeah! Cartoons de los Estudios Frederator en Nickelodeon. En 1996, MacFarlane creó Larry and Steve, la cual estaba protagonizada por un hombre de mediana edad llamado Larry y su perro intelectual Steve. El cortometraje fue emitido en el espacio The Cartoon Cartoon Show. Los ejecutivos de la FOX, tras ver las dos partes de Larry Shorts, contrataron a MacFarlane para que creara una serie inspirada en los personajes.
A los 24 años, se convirtió en el productor ejecutivo más joven. La FOX propuso a MacFarlane completar un corto de 15 minutos dándole 50.000 dólares de presupuesto para ello. MacFarlane declaró que el episodio piloto de Padre de familia le llevó medio año en crearlo y producirlo. Recordando una anécdota en una entrevista concedida a The New York Times, declaró "Pasé unos seis meses sin dormir y sin tener vida, tan sólo me dedicaba a dibujar como loco en mi cocina y trabajando el piloto."
Alabado por el gran número de ventas en DVD y debido a la lealtad de sus fanes, Padre de familia recaudó mil millones de dólares. Tras un acuerdo por 100 millones con la FOX, Padre de familia y American Dad quedaron atadas hasta 2012. Dicho acuerdo hizo de él el guionista de televisión mejor pagado del mundo.

### Padre de familia
La primera emisión de Padre de familia dio comienzo el 31 de enero de 1999. La labor de MacFarlane para dar vida a la serie ha estado influida por Jackie Gleason y las obras de Woody Allen entre otros ejemplos más como Los Simpson y All in the Family. Además de escribir el guion de tres episodios, Death Has a Shadow, Family Guy Viewer Mail y North by North Quahog, ha prestado sus voces a los personajes principales: Peter, Stewie, Brian Griffin y Glenn Quagmire, al igual que a Tom Tucker y su hijo Jake, aparte de otros secundarios y minoritarios. 
El éxito de la serie le ha abierto muchas puertas a su creador que le llevaron a realizar eventos relacionados con la misma. El 26 de abril de 2005, junto con el compositor Walter Murphy, creó Family Guy: Live in Vegas. El álbum disponía de un espectáculo musical tipo Broadway y una pista adicional en la que MacFarlane canta con la voz de Stewie Griffin en Stewie's Sexy Party. MacFarlane ha declarado ser un fan de los musicales de Broadway, y añadió que el uso de musicales es un componente de su serie:

Me encantan las exuberantes orquestas y las composiciones musicales de antaño... ese estilo de música consigue emocionarte. Soy muy optimista. Y tiene gracia. Es la única cosa que me falta de la música popular de hoy en día. Personas como Bing Crosby, o Frank Sinatra, o Dean Martin, o Mel Tormé [...] aquellos chicos sonaban como si estuvieran pasándoselo a lo grande.

En 2006 se publicó un videojuego de la serie. Un año después, en agosto, firmó un acuerdo de producción con AdSense. En las actuaciones en directo, MacFarlane se lleva al reparto artístico de gira. Family Guy Live ofrece a los fans la oportunidad de asistir a una lectura de guion de episodios inéditos. A mediados de 2007, los seguidores de Chicago tuvieron la oportunidad de asistir a la premiere de la sexta temporada con el episodio Blue Harvest. En cuanto a las giras, han actuado en Montreal, Nueva York y Los Ángeles.
El 22 de julio de 2007, en una entrevista concedida a The Hollywood Reporter, anunció que podría estar trabajando en una película, aunque especificó que "no había nada oficial todavía". En septiembre, Ricky Blitt concedió a TV.com una entrevista donde confirmó que había empezado a trabajar en el guion. El 18 de julio de 2008, finalmente MacFarlane confirmó los planes para producir un largometraje de Padre de familia "por el año siguiente". Declaró tener alguna idea para la trama, "algo que no verías en la serie, lo cual (para él) es la única razón para rodar una película." Posteriormente añadió que se imagina el film como "un musical de antaño con un diálogo similar al de The Sound of Music".
A pesar de su popularidad, Padre de familia ha recibido también críticas. La PTC, grupo mediático frecuentemente crítico con la serie, organizó una campaña de cartas protesta para pedir la retirada de la grilla de FOX, y han recopilado varias quejas por parte de la FCC quienes alegaban que algunos episodios mostraban contenidos indecentes. MacFarlane respondió a las críticas de la PTC con estas declaraciones, entre otras más: "Es como recibir el correo del odio de Hitler. Son gente terrible en el sentido literal". Padre de familia fue cancelada en dos ocasiones, aunque el gran apoyo recibido por los fanes y las ventas de DVD obligaron a la cadena a reconsiderar su propia elección. También ha mencionado que aquellas cancelaciones afectaron al trabajo de los guionistas cada vez que FOX les daba permiso, "uno de los aspectos positivos del constante empujón [respecto a la emisión] del programa era que siempre teníamos que proveer a los guionistas".
Durante la emisión de la sexta temporada, se detuvo la producción de los episodios de Padre de familia y American Dad debido a la huelga de guionistas (con la participación de MacFarlane que brindó su apoyo a los manifestantes mientras que la FOX, emitió tres episodios sin su consentimiento expreso). Tras el fin de la huelga, el 12 de febrero de 2008, volvió a reanudarse la producción de la serie con sus emisiones regulares a partir de Back to the Woods.

### American Dad!
Junto con Matt Weitzman y Mike Barker, creó American Dad!. Su primera emisión vino después de la Super Bowl de 2005 como avance el 6 de enero de 2005. El programa dio comienzo de forma regular el 1 de mayo en la FOX. Al igual que en el apartado anterior, MacFarlane describe la serie con ciertas similitudes con All in the Family. Sin embargo, la mayoría de críticos y blogueros de televisión hallaron varias similitudes con la serie Sledge Hammer!, sobre todo por el personaje principal por sus comportamientos.
La política del Presidente George W. Bush sirvió de inspiración a la hora de crear la serie, el cual se centra en Stan Smith, un agente de la CIA y fanático neoconservador. Su mujer, Francine y sus hijos, Hayley y Steve Smith recrean la típica familia americana de clase media (media alta, en el caso de la serie) junto con Roger, un extraterrestre al que Stan rescató del Área 51, y Klaus, un pez que porta el cerebro trasplantado de un esquiador olímpico de Alemania Oriental en los Juegos Olímpicos de 1986 (aquel año no había). MacFarlane dobla a Stan y a Roger, la voz del segundo está basada en Paul Lynde cuando interpretaba a Tío Arthur en Bewitched. Su hermana Rachael MacFarlane presta su voz a Hayley Smith.

### The Winner
MacFarlane fue productor ejecutivo de la sitcom The Winner protagonizada por Rob Corddry. La serie se estrenó en FOX el 4 de marzo de 2007. La trama se centra en Glen, un hombre que hablaba de como había madurado a los 32 años y de recuperar su único amor después de que una mujer se mudara a su lado. Finalmente la conoce, tanto a ella como a su hijo del que se hace amigo.
Tras la emisión de seis episodios, la serie fue definitivamente cancelada el 16 de mayo. Sin embargo, en Family Guy Live in Montreal, Seth declaró: "es como si pudiera haber una vida futura para The Winner". Tras el comentario, ni la cadena ni el productor han dado detalles sobre los planes para volver a poner la serie. The Winner fue mencionada en el episodio Family Gay de Padre de familia donde varios caballos de un hipódromo tenían nombre de programas cancelados de la FOX, The Winner fue una de ellas.

### The Cleveland Show
En 2009 creó una serie spin-off de Padre de familia titulado The Cleveland Show centrado en Cleveland Brown y su nueva familia. La idea del proyecto vino por una sugerencia de Mike Henry. FOX ordenó la producción de 22 episodios cuyo estreno del primero sería el 27 de septiembre de 2009. Debido a la cancelación de King of the Hill, el traslado de franja del sábado noche de Sit Down, Shut Up, y la renovación de American Dad y Los Simpson, solo esta última es la única serie animada del bloque "Animation Domination" de FOX que no tiene la firma de MacFarlane. En un principio, la primera temporada consistía en 22 episodios, pero la cadena mandó la producción de una segunda con 13 más haciendo un total de 35 episodios. La noticia se hizo pública el 3 de mayo, antes del estreno de la serie. Tras los fuertes índices de audiencia, la FOX volvió a ordenar la producción de 9 episodios más para la segunda temporada haciendo un total de 22 para la temporada y 44 de la serie.

### Cavalcade of Cartoon Comedy
El 10 de septiembre de 2008, produjo una serie de webisodios conocidos como Seth MacFarlane's Cavalcade of Cartoon Comedy. Cada segmento era un corto patrocinado por la compañía Burger King de manera semanal. La serie tuvo gran éxito con su canal de You Tube SethComedy con 3 millones de visitas en solo dos días haciendo de este, el canal más visto de la semana. Los cortos restantes han sido publicados en una edición de DVD y Blu-Ray

### FlashForward
El 24 de septiembre de 2009 hizo aparición en el primer episodio de la serie de ciencia ficción de ABC FlashForward, antes de que la serie fuese cancelada estaba previsto que MacFarlane tomáse un papel protagonista.

### Ted
En 2012 debutó como director en la pantalla grande con la película Ted, además de ser su guionista y productor.
Las críticas fueron en su mayoría positivas, tanto por los críticos como por el público, con un rotundo éxito de taquilla.

### Secuela de Cosmos: Un viaje personal
El 5 de agosto de 2011 Fox anunció que MacFarlane, Ann Druyan y el astrofísico Steven Soter serían parte del guion y los equipos de producción de la secuela de la exitosa serie Cosmos: Un viaje personal (1980), escrita y conducida originalmente por Carl Sagan. Esta se llamará Cosmos: A Spacetime Odyssey y contará con el astrofísico estadounidense Neil deGrasse Tyson como presentador. Al igual que la serie original, tendrá 13 capítulos de 60 minutos cada uno. Se espera que sea transmitida en el canal para principios de 2014, con repeticiones al aire en el canal de National Geographic en la misma noche.

### The Orville
El 10 de septiembre de 2017, MacFarlane interpreta a Ed Mercer, un oficial de la Unión Planetaria cuya carrera sufrió una recesión después de su divorcio, y a quien se le da la nave Orville como su primer mando, solo para descubrir que su exesposa, Kelly Grayson –Adrianne Palicki–, le ha sido asignada para ser su primer oficial. Inspirada en la serie de televisión Star Trek, la serie cuenta la historia de Mercer, Grayson y la tripulación de la Orville mientras se embarcan en varias misiones diplomáticas y exploratorias. El 2 de noviembre de 2017, Fox renovó la serie para una segunda temporada y el 11 de mayo de 2019 para una tercera.

## Carrera musical
En 2012 declaró que podría actuar en los Proms con la orquesta de John Wilson en un concierto inspirado en los musicales de Broadway. Tras firmar un contrato con el sello discográfico Universal Republic Records publicó su primer álbum musical titulado Music Is Better Than Words, debido a su aprendizaje musical e interés por el Great American Songbook y las orquestas de los años 50.
El álbum fue nominado a un Grammy en la categoría de Mejor Álbum de pop tradicional.

## Artista invitado

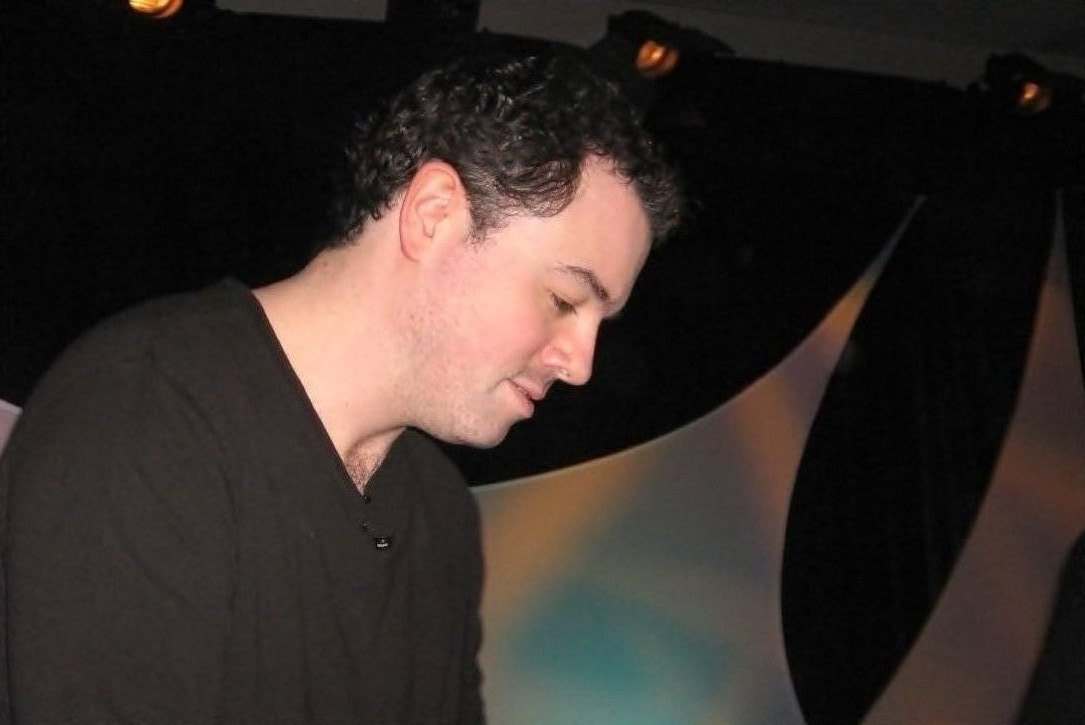
Seth MacFarlane firmando autógrafos en la convención Star Wars de Los Ángeles el 26 de mayo de 2007.

MacFarlane ha realizado apariciones en programas de muchas clases y películas independientes. En 2002 hizo un cameo en el episodio Lorelai's Graduation Day de la serie Las Chicas Gilmore. Cuatro años después sería artista invitado en el episodio Hillary's Date, de la serie La Guerra en Casa. En I Wash My Hands of You, de la misma serie, apareció como un personaje anónimo que queda en secreto con Hillary, una adolescente. También ha sido el Alférez Rivers en Star Trek: Enterprise en los episodios The Forgotten y Affliction. Durante el año 2006, tuvo un papel en un corto independiente titulado Life is Short donde hizo de Dr. Ned, un psicólogo que aconsejaba a un hombre de baja estatura (Samm Levine) sobre tener relaciones con una mujer de un taller. Es un invitado frecuente en el programa de radio de Dr. Drew Pinsky, Loveline.
En el programa MADtv del 11 de noviembre de 2006, MacFarlane hizo una recreación en imagen real de la escena del episodio Fast Times at Buddy Cianci, Jr. High de Padre de familia donde la familia acusaba a Chris del asesinato del marido de su profesora. En un momento tenso, Meg, despavorida salta por la ventana. Después del sketch se corrió el rumor de que la actriz que la interpretaba murió al caer, siendo en realidad un gag de la propia escena. En la adaptación con personajes reales, el propio MacFarlane hacía de Peter, mientras que los demás actores interpretaban al resto de la familia a la vez que imitaban a otras celebridades: Nicole Parker como Kathy Griffin hacía de Lois Griffin, Ike Barinholtz como Dane Cook hacía de Chris, Nicole Randall Johnson como Queen Latifah hacía de Meg, y Keegan-Michael Key como Snoop Dogg hacía de Stewie. Seth presentó del Canadian Awards for the Electronic & Animated Arts's Second Annual Elan Awards el 15 de febrero de 2008.

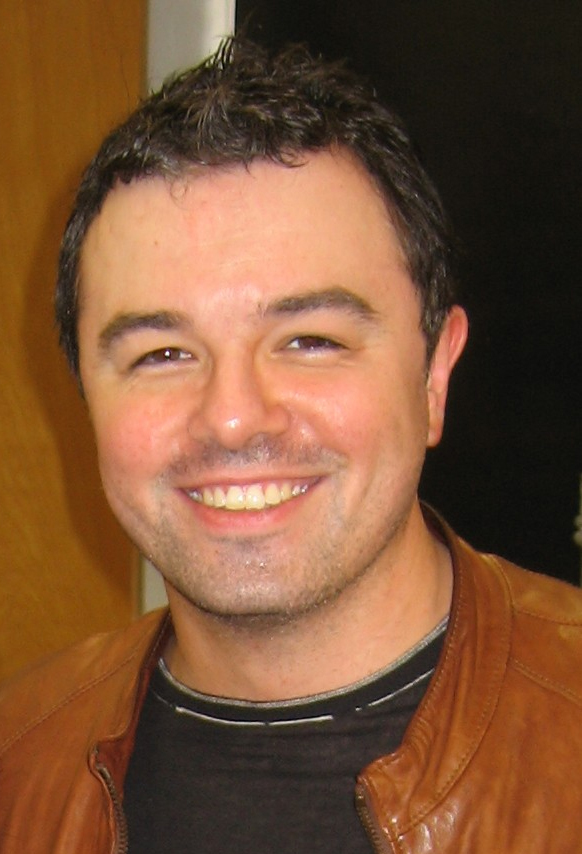
Seth MacFarlane en la Escuela de Diseño de Rhode Island.

MacFarlane también ha aparecido en noticiarios y shows de madrugada como Jimmy Kimmel Live! y Late Show with David Letterman. El 19 de enero de 2007, MacFarlane apareció en Countdown with Keith Olbermann en la cadena MSNBC para hablar sobre la aparición de Stephen Colbert en The O'Reilly Factor and Bill O'Reilly's y la aparición de Bill O'Reilly de regreso en The Colbert Report. MacFarlane introdujo esa parte del programa diciendo con la voz de Stewie: «¡Oh, espera, Bill! Quédate quieto, deja que me cague encima de ti. ¡La victoria es mía!". Tres meses después, el 24 de marzo de 2007, entrevistaron a MacFarlane en el Talkshow with Spike Feresten de la Fox, y cerró el programa cantando la canción de Frank Sinatra You Make Me Feel So Young. También puso la voz de Stewie cuando apareció en un episodio de Bones como una alucinación de Seeley Booth inducida por un tumor cerebral. Para este episodio, MacFarlane escribió su propio diálogo. El 8 de mayo de 2009 fue uno de los invitados en Real Time with Bill Maher."
Aparte de Padre de familia y American Dad, también ha prestado sus voces a varios personajes de otras series animadas y películas. Puso su voz a Wayne "The Main Brain" McClain de Aqua Teen Hunger Force. También ha doblado para Robot Chicken, incluyendo una parodia de Lion-O y el Emperador Palpatine al igual que a Peter Griffin para la misma serie, inclusive realizó una autoparodia de sí mismo en la premier de la cuarta temporada. En la serie de Bob Boyle, Yin Yang Yo! puso la voz al "El Manotauro". En cuanto a sus participaciones en películas, hizo la voz de Johann Krauss en la película de 2008, Hellboy 2: el ejército dorado. También realizó un cameo en Futurama: Into the Wild Green Yonder. Para Hulu hizo un spot publicitario en donde era un alienígena que representaba la website como un "guion malvado que pretende destruir el mundo", además de esa interpretación, apareció doblando a los personajes de Padre de familia y American Dad a los que dobla.
El 1 de agosto de 2009, actuó en el programa Proms de la BBC junto a John Wilson y su orquesta, donde interpretó una selección de canciones de varios musicales de la Metro-Goldwyn-Mayer compartiendo escenario con Kim Criswell, Sarah Fox, Thomas Allen y Curtis Stigers. En la gala se interpretaron tres canciones de Alta sociedad, Cantando bajo la lluvia y That's Entertainment!.
El 20 de abril de 2010 puso la voz a I.S.R.A.E.L. (Intelligent Smart Robot Animation Eraser Lady) en The Drawn Together Movie.
Actualmente tiene como propuesta de relanzar para la cadena FOX la popular serie de Hanna-Barbera, Los Picapiedras, se estima que podría ser para 2013 o antes, se espera la confirmación de la compra de los derechos a Warner Bros Television y a Hanna-Barbera.

## Discursos
Seth es un asiduo a dar conferencias en varios campus universitarios. El 16 de abril de 2006, fue invitado por los oradores de la Universidad Stanford para dirigirse a cerca de 9.000 asistentes en el auditorio Memorial. Fue invitado el mismo año a la Universidad Harvard el día 7 de junio. Dio una charla con varias voces: la suya natural y la de tres de los personajes a los que dobla; Peter, Stewie Griffin y Glenn Quagmire. También impartió conferencias en las universidades de George Washington, Washington de San Luis, Texas, Misuri, Toledo de Ohio, Estatal de Bowling Green, y Loyola Marymount. El 27 de abril de 2009, hizo acto de presencia en el programa radiofónico de Howard Stern.

## Activismo

### Activismo en pro de la comunidad LGBT
MacFarlane empezó a dar apoyo a los derechos del colectivo LGBT desde que un familiar suyo dijera que la homosexualidad de su primo se podría curar. Aquellas palabras indignaron a MacFarlane, quien en una entrevista en 2008 para The Advocate declaró "fue una putada horrible oír eso de alguien a quien quieres." Señaló también que sus padres le educaron para ser una persona con razonamiento, en referencia a los derechos de dicho colectivo.
MacFarlane es una persona muy susceptible con el tema LGBT. Dijo que es "una cosa estúpida a la vez que enfurecedora" que una pareja gay "tenga que ser considerada, el uno como un puto perro y el otro como un potro cuando llegan a un hotel donde el recepcionista les pregunta -¿Desean una habitación o dos?", "Soy increíblemente sensible sobre mi apoyo a la comunidad LGBT y ellos deben afrontar los problemas sociales por su actual condición". También se preguntó, "Por qué Fulanito el Cutre del puñetero Estado de Georgia puede casarse legalmente con una mujer a la que ha dejado embarazada (por falta de precaución) y luego golpearla, y sin embargo estos dos tios de profesión escritores, inteligentes y sofisticados que llevan 20 años juntos no pueden casarse?".

### Huelga de guionistas de 2008

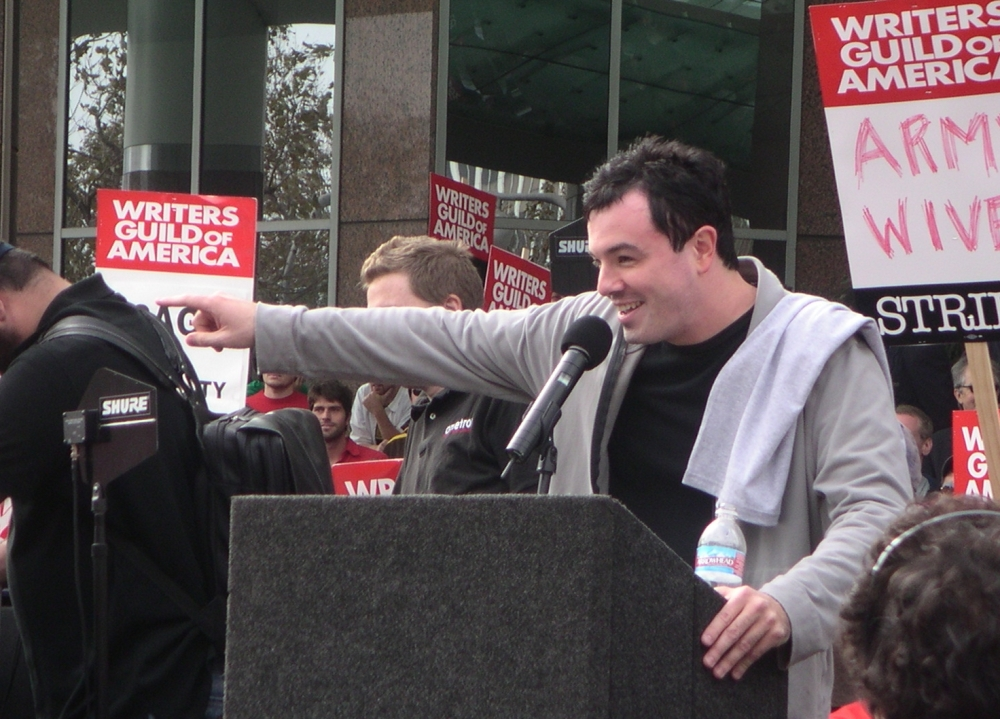
Seth MacFarlane dirigiéndose a los asistentes en la huelga de guionistas celebrada en Culver City en noviembre de 2007.

Durante la huelga de guionistas en Hollywood de 2007-2008, MacFarlane se posicionó al lado de los guionistas y participó durante la huelga hasta el final. La producción oficial de Padre de familia se detuvo en casi la totalidad de diciembre de 2007 y varios meses después. La FOX continuó produciendo episodios sin la aprobación de MacFarlane a pesar de negarse a trabajar en la serie mientras durara la huelga, su contrato con la cadena le obligaba a contribuir en algunos episodios que se produjeron consecuentemente. Los rumores de la continuidad de la producción de la serie obligó a MacFarlane a pronunciarse "...sería una monumental cagada si decidieran seguir adelante [con la producción]". La huelga finalizó el 12 de febrero de 2008.

### Ideología política
MacFarlane es simpatizante del Partido Demócrata. Donó cerca de 50.000 dólares para varios congresistas demócratas y para la campaña presidencial de Barack Obama.

## Filmografía

### Películas
| Año  | Título                                                         | Director | Productor                                        | Guionista  | Actor | Papel                                            | Notas               |
| ---- | -------------------------------------------------------------- | -------- | ------------------------------------------------ | ---------- | ----- | ------------------------------------------------ | ------------------- |
| 2005 | Family Guy: Live in Vegas                                      |          |                                                  |            | Sí    | Stewie Griffin Peter Griffin Brian Griffin,(Voz) | Short Film          |
| 2005 | Inside the CIA                                                 | Sí       | Stan Smith Roger (Voz)                           |            |       |                                                  |                     |
| 2005 | Stewie Griffin: The Untold Story                               | Sí       | Stewie Griffin Peter Griffin Brian Griffin,(Voz) |            |       |                                                  |                     |
| 2006 | Life is Short                                                  | Sí       | Dr. Ned                                          | Short film |       |                                                  |                     |
| 2008 | Family Guy Presents: Blue Harvest                              | Sí       | Stewie Griffin Peter Griffin Brian Griffin,(Voz) | Short Film |       |                                                  |                     |
| 2008 | Hellboy II: The Golden Army                                    | Sí       | Johann Kraus (Voz)                               |            |       |                                                  |                     |
| 2008 | The Negotiating Table                                          | Sí       | Alan Richdale (Voz)                              |            |       |                                                  |                     |
| 2009 | Futurama: Into the Wild Green Yonder                           | Sí       | Mars Vegas Singer (Voz)                          |            |       |                                                  |                     |
| 2009 | Family Guy Present: Something, Something, Something, Dark Side | Sí       | Stewie Griffin Peter Griffin Brian Griffin,(Voz) | Short Film |       |                                                  |                     |
| 2010 | Family Guy Present: Partial Terms of Endearment                | Sí       | Stewie Griffin Peter Griffin Brian Griffin,(Voz) | Short Film |       |                                                  |                     |
| 2010 | The Drawn Together Movie: The Movie!                           | Sí       | I.S.R.A.E.L. (Voz)                               |            |       |                                                  |                     |
| 2010 | Tooth Fairy                                                    | Sí       | Ziggy                                            |            |       |                                                  |                     |
| 2010 | Family Guy Present: It's a Trap!                               | Sí       | Stewie Griffin Peter Griffin Brian Griffin,(Voz) | Short Film |       |                                                  |                     |
| 2011 | Trek Nation                                                    | Sí       | El Mismo                                         | Documental |       |                                                  |                     |
| 2012 | Ted                                                            | Sí       | Sí                                               | Sí         | Sí    | Ted (Voz)                                        | Debut como director |
| 2013 | Movie 43                                                       |          |                                                  |            | Sí    | Él Mismo                                         | Cameo               |
| 2014 | A Million Ways to Die in the West                              | Sí       | Sí                                               | Sí         | Sí    | Albert Stark                                     |                     |
| 2015 | Ted 2                                                          | Sí       | Sí                                               | Sí         | Sí    | Ted (Voz)                                        |                     |
| 2016 | Sing                                                           |          |                                                  |            | Sí    | Mike (Voz)                                       |                     |
| 2024 | May The 12th Be With You                                       | Sí       | Stewie Griffin,(Voz)                             | Short Film |       |                                                  |                     |

### Televisión
| Año           | Título             | Papel | Notas                             |
| ------------- | ------------------ | --- | --------------------------------- |
| 1995 - 1997   | Larry Shorts       | Creador, Director, Voz de Larry, Steve, Lois / El Mismo                                                      |                                   |
| 1997 - 2004   | Johnny Bravo       | Guionista, animador                                                                                          |                                   |
| 1999-presente | Family Guy         | Creador, Productor ejecutivo, Guionista, Voz de Stewie Griffin, Peter Griffin, Brian Griffin, Glenn Quagmire |                                   |
| 2005-presente | American Dad!      | Creador, Productor ejecutivo, Guionista, Voz de Stan Smith, Roger,                                           |                                   |
| 2005-presente | Robot Chicken      | Voces adicionales                                                                                            |                                   |
| 2009-2013     | The Cleveland Show | Creador, Productor ejecutivo, Guionista                                                                      |                                   |
| 2013          | The Simpsons       | Estrella invitada                                                                                            | En el episodio Dangers on a Train |
| 2017-presente | The Orville        | Creador, Productor ejecutivo, Ed Mercer                                                                      |                                   |
| 2024          | Ted                | Creador, escritor, productor, director y voz de Ted                                                          | Serie de Peacock                  |

## Videojuegos
| Año  | Título                             | Papel                                              | Notas |
| ---- | ---------------------------------- | -------------------------------------------------- | ----- |
| 2006 | Family Guy: The Game               | Stewie Griffin, Peter Griffin, Brian Griffin,(Voz) |       |
| 2012 | Family Guy: Back to the Multiverse | Stewie Griffin, Peter Griffin, Brian Griffin,(Voz) |       |

## Premios y nominaciones
Premios Primetime Emmy
| Año  | Categoría                                  |                             |          |         |
| ---- | ------------------------------------------ | --------------------------- | -------- | ------- |
| 2000 | Mejor programa animado (una hora o menos)  | Family Guy                  | Nominado | [ 104 ] |
| 2000 | Mejor actuación de voz                     | Family Guy                  | Ganador  | [ 104 ] |
| 2002 | Mejor música y composición                 | Family Guy                  | Ganador  | [ 104 ] |
| 2005 | Mejor programa animado (menos de una hora) | Family Guy                  | Nominado | [ 104 ] |
| 2006 | Mejor programa animado (menos de una hora) | Family Guy                  | Nominado | [ 104 ] |
| 2008 | Mejor programa animado (más de una hora)   | Family Guy                  | Nominado | [ 104 ] |
| 2009 | Mejor programa animado (menos de una hora) | American Dad!               | Nominado | [ 104 ] |
| 2009 | Mejor serie de comedia                     | Family Guy                  | Nominado | [ 104 ] |
| 2009 | Mejor actuación de voz                     | Family Guy                  | Nominado | [ 104 ] |
| 2010 | Mejor música y composición                 | Family Guy                  | Nominado | [ 104 ] |
| 2011 | Mejor programa animado                     | The Cleveland Show          | Nominado | [ 104 ] |
| 2011 | Mejor música y composición                 | Family Guy                  | Nominado | [ 104 ] |
| 2012 | Mejor programa animado                     | American Dad!               | Nominado | [ 104 ] |
| 2013 | Mejor programa especial                    | Premios Óscar               | Nominado | [ 104 ] |
| 2013 | Mejor actuación de voz                     | Family Guy                  | Nominado | [ 104 ] |
| 2014 | Mejor serie documental                     | COSMOS: A SpaceTime Odyssey | Nominado | [ 104 ] |
| 2014 | Mejor actuación de voz                     | Family Guy                  | Nominado | [ 104 ] |
| 2015 | Mejor actuación de voz                     | Family Guy                  | Nominado | [ 104 ] |
| 2016 | Mejor actuación de voz                     | Family Guy                  | Ganador  | [ 104 ] |
| 2017 | Mejor actuación de voz                     | Family Guy                  | Ganador  | [ 104 ] |
| 2018 | Mejor actuación de voz                     | Family Guy                  | Nominado | [ 104 ] |
| 2018 | Mejor actuación de voz                     | American Dad!               | Nominado | [ 104 ] |

Premios Óscar
| Año  | Categoría                          | Canción                         | Película | Resultado |
| ---- | ---------------------------------- | ------------------------------- | -------- | --------- |
| 2013 | Mejor película en habla no inglesa | «Everybody Needs a Best Friend» | Ted      | Nominado  |

| Año  | Premio                                                                    | Categoría                                                                    | Resultado |
| ---- | ------------------------------------------------------------------------- | ---------------------------------------------------------------------------- | --------- |
| 2006 | Annie Award a la mejor actuación de voz en una producción animada de TV   | Stewie Griffin en "Brian the Bachelor". Padre de familia.                    | Ganador   |
| 2007 | 1st Annual Wave Awards, Academy of Wireless Arts, Video y Entretenimiento | 2007 Videoclips favoritos (de televisión) en una serie de comedia Family Guy | Ganador   |
| 2009 | Webby Award                                                               | Persona del año en cine y televisión                                         | Ganador   |